# Men at Work
I Men at Work sono stati un gruppo pop rock australiano formatosi a Melbourne tra il 1978 e il 1979.
Hanno conquistato il successo internazionale negli anni ottanta piazzandosi alla prima posizione come album e singoli sia negli Stati Uniti che nel Regno Unito. Nel 1983 il gruppo vinse il Grammy Award al miglior artista esordiente e nel corso della propria carriera ha venduto più di 30 milioni di dischi.

## Storia
Dopo essere emigrato in Australia con la famiglia nel 1967, Colin Hay formò un duo con Ron Strykert nel 1978. Il gruppo si espanse con l'aggiunta del batterista Jerry Speiser, del bassista John Rees e del tastierista Greg Sneddon, che presto fu sostituito dal polistrumentista Greg Ham. Il gruppo guadagnò una certa notorietà a livello locale. Nel 1980 si auto-finanziarono il singolo Keypunch Operator, base della successiva versione: Down Under.
Nel 1981 il gruppo firmò un contratto con la Columbia Records per l'incisione del loro primo singolo Who Can It Be Now? che raggiunse presto la seconda posizione della classifica australiana nell'agosto dello stesso anno. Il seguente singolo Down Under e il loro primo album Business as Usual salirono invece in prima posizione e si affermarono anche in Nuova Zelanda. Tale successo spinse la casa discografica a promuovere la band nel resto del mondo con inaspettati riscontri commerciali: entrambi i singoli raggiunsero il primo posto nella Billboard Hot 100 mentre l'album mantenne la prima posizione della classifica americana per 15 settimane.
Il gruppo pubblicò il secondo album Cargo nel 1983 e raggiunse nuovamente la top ten grazie ai singoli Overkill e It's a Mistake. Quello stesso anno i Men at Work parteciparono in Italia con Overkill ad Azzurro '83 e Un disco per l'estate, due manifestazioni canore in onda sulle reti Rai: il gruppo di Melbourne nel festival ideato da Vittorio Salvetti fu inserito nella squadra dei "Scoiattolo Beige", capitanati da Alberto Camerini e Anna Oxa, che li vide con Michele Zarrillo, Fausto Leali, Ivano Fossati. Dopo varie defezioni interne e un terzo album, Two Hearts, con risultati deludenti in classifica il gruppo si sciolse nel 1986.
In seguito Hay intraprese una carriera solista di discreto successo in Australia. Nel 1996 decise di riformare il gruppo, comprendendo della formazione classica, oltre a lui, il solo Ham, per una serie di esibizioni live. Da una di queste venne tratto l'album dal vivo Brazil. Dopo essersi esibiti con Down Under alla cerimonia di chiusura delle Olimpiadi di Sydney del 2000, si sciolsero definitivamente nel 2001.

## Formazione
- Colin Hay - voce, chitarra, basso
- Ron Strykert – chitarra, basso, cori (1978–1985)
- Jerry Speiser – batteria, percussioni, cori (1979–1984)
- Greg Sneddon - tastiere (1979)
- Greg Ham – sassofono, tastiere, voce, flauto, armonica
- John Rees – basso, cori (1980–1984)
- Jeremy Alsop – basso, cori (1985–1986)
- James Black – chitarra, tastiere, cori (1985–1986)
- Mark Kennedy – batteria (1985)
- Colin Bayley – chitarra, cori (1985–1986)
- Chad Wackerman – batteria, cori (1985–1986)
- Paul Williamson – sassofono, tastiere, cori (1985–1986)
- Simon Hosford – chitarra, cori (1996–1998, 1999–2001)
- Stephen Hadley – basso, cori (1996–1998, 2001)
- John Watson – batteria (1996–1997)
- Tony Floyd – batteria (1997–1998, 1999–2000)
- Rick Grossman – basso, cori (1998–2000)
- James Ryan — chitarra, cori (1998-1999)
- Peter Maslen – batteria (1998-1999)
- Rodrigo Aravena – basso, cori (2000-2001)
- Heta Moses – batteria (2000-2001)
- Warren Trout – batteria (2001)

## Discografia

### Album in studio
- 1981 - Business as Usual
- 1983 - Cargo
- 1985 - Two Hearts

### Album dal vivo
- 1998 - Brazil

### Raccolte
- 1987 - The Works
- 1995 - Puttin' in Overtime
- 1996 - Contraband: The Best of Men at Work
- 1998 - Simply The Best
- 2000 - Definitive Collection
- 2000 - Super Hits
- 2003 - Essential Men at Work
- 2003 - Definitive Collection